# Bulbophyllum mastersianum
Bulbophyllum mastersianum là một loài phong lan.